# شهاره (شهر)
 شهاره نام شهری در استان حَجّه در کشور یمن است.
ارتفاع این شهر از سطح دریا ۳۲۰۰ متر می‌باشد. شهری کوهستانی و با آب وهوای بسیار مناسب.

## جمعیت
جمعیت این شهر  شهاره در حدود ۲۵۰۰۰ می‌باشد.